# Joseph von Siskovics

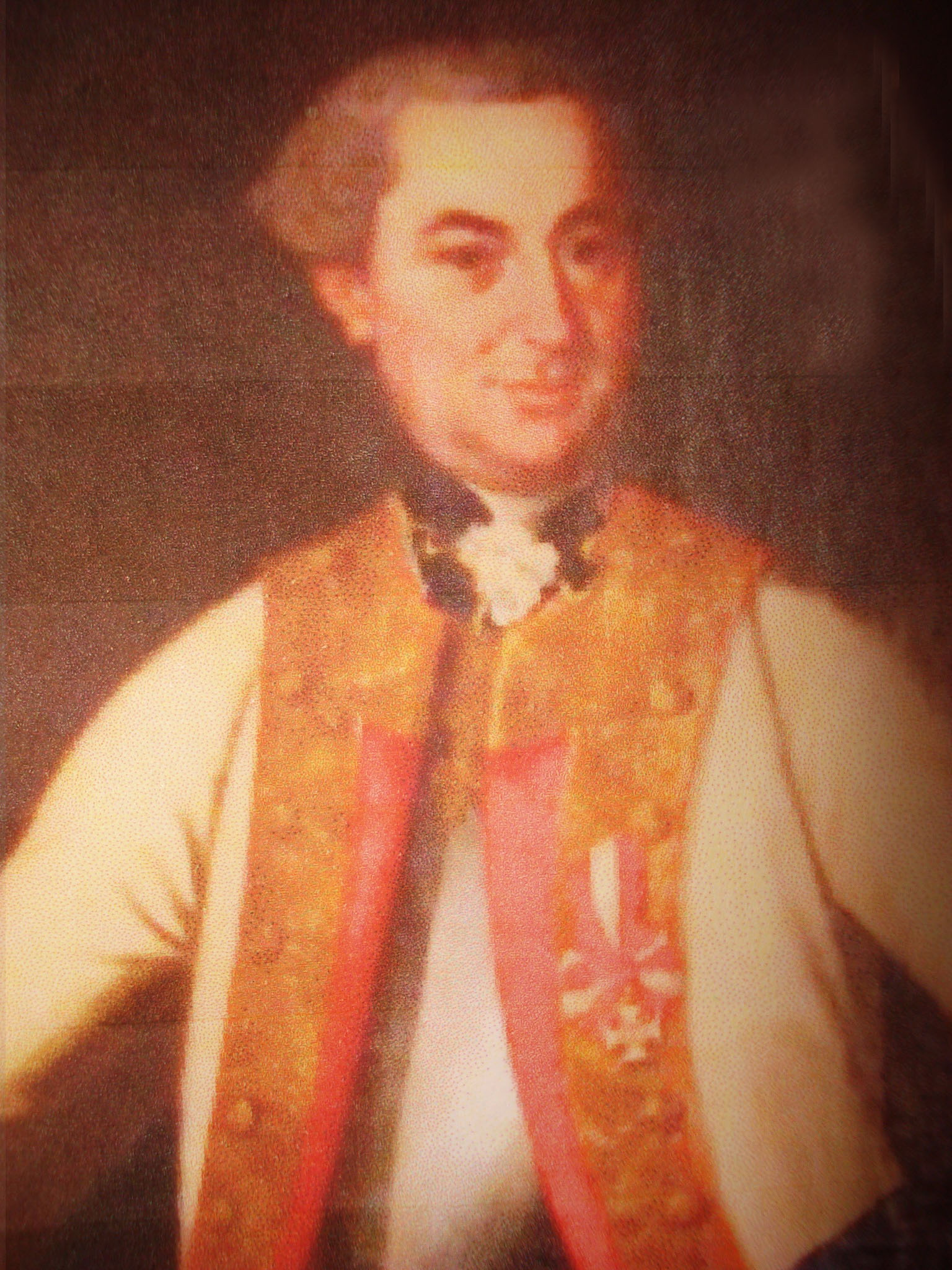
Joseph von Siskovics (1719–1783), Feldzeugmeister

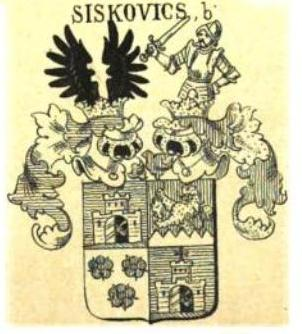
Wappen der Grafen Siskovics nach Siebmacher

Graf Joseph von Siskovics (* 1719 in Szegedin; † 28. Dezember 1783 in Prag) (kroatisch Josip Šišković; ungarisch Siskovics József) war kaiserlicher Feldmarschall-Lieutenant und Kommandeur des Maria-Theresia-Ordens. Er wurde am 15. März 1756 in den Freiherrenstand und 1775 in den Grafenstand erhoben. Zuletzt war er Kommandierender General in Prag.

## Leben
Die Familie Siskovics war eine Adelsfamilie aus dem Komitat Baranya. Joseph ging in kaiserliche Dienste und kam mit 19 Jahren in ein kaiserliches Infanterie-Regiment. Mit diesem kämpfte er im österreichischen Erbfolgekrieg. Er war bereits im Jahr 1742 zum Hauptmann im neuerrichteten Infanterie Regimente Nr. 31 (Haller von Hallerstein) aufgestiegen. Dort wurde er am 19. Dezember 1745 zum Major und mit Übergehung des Oberstleutnants am 31. Dezember 1750 zum Oberst befördert. Am 15. Januar 1753 kam er in das Infanterie-Regiment Nr. 2 (Erzherzog Carl) und am 15. März 1756 wurde er in den Freiherrnstand erhoben.
Vor allem im Siebenjährigen Krieg konnte er sich bei mehreren Gelegenheiten durch persönliche Tapferkeit und militärische Begabung auszeichnen. So am 18. Juni 1757 in der Schlacht bei Kolin: Eine preußische Kolonne stürmte aus dem Dorf Chotennitz gegen die Österreicher. Siskovics organisierte eine wirksame Gegenwehr und stürmte seinerseits das Dorf. Dort hatte inzwischen der preußische König Friedrich II. seine Truppen wieder gesammelt. Insgesamt griffen die Preußen sechs Mal ohne Erfolg an. Beim letzten Angriff wurde Siskovics verwundet. Nach der Schlacht wurde er für seine Leistung zum Generalmajor befördert und mit dem damals neuen Maria-Theresia-Orden ausgezeichnet.
Im Sommer 1758 sammelten die Preußen einen großen Nachschubkonvoi. Die Österreicher unter Gideon Ernst von Laudon planten diesen abzufangen. Dabei war auch Siskovics, dessen Korps etwa 7000 Mann stark war. Siskovics stellte den Konvoi bei Domstadt und konnte ihn zerschlagen. 1200 Wagen fielen den Österreichern in die Hände; nur 200 konnte ihr Ziel Olmütz erreichen. Die Preußen mussten daher die Belagerung von Olmütz aufgeben.
In der Schlacht bei Hochkirch kommandierte er seine Grenadier-Brigade und das Regiment Erzherzog Carl. Er stürmte die Anhöhe, die von zwei Redouten gesichert war, und vertrieb die dort stationierten sieben Bataillone. Die Preußen mussten alle Kanonen und Zelte zurücklassen. Siskovics selber wurde dabei schwer verwundet. Im Winter kommandierte er von Arnau bis an die mährische Grenze.
Im Jahr 1759 kämpfte er wieder zusammen mit seinen Grenadieren im Gefecht bei Maxen. Im folgenden Jahr wurde er zum Chef des Generalstabes unter Leopold Joseph von Daun ernannt. Er ersetzte Franz Moritz von Lacy, der zum Feldmarschall-Lieutenant befördert wurde. 1762 wurde er Inhaber des Infanterie-Regiments Nr. 37 (Esterházy).
Nach dem Frieden von Hubertusburg kam Siskovics als Hofkriegsrat nach Wien. Er wurde dann als politisch-militärischer Kommissär in Siebenbürgen verwendet, wo er den Generälen Buccow und später Hadik bei der Grenzsicherung zuarbeitete (Siculicidium).
Als 1765 der Maria-Theresia-Orden um das Kommandeurskreuz erweitert wurde, war Siskovics einer der ersten Empfänger der neuen Auszeichnung. Am 25. Januar 1767 stieg er zum Feldzeugmeister auf und wurde General-Grenz-Inspector. Als solcher wurde er mit der Durchführung der Reformen des Kaisers Joseph II. beauftragt. Siskovics selber hatte großen Einfluss auf die damit im Zusammenhange stehenden militärischen Maßnahmen.
In Anerkennung seine Leistungen wurde er 1775 in den Grafenstand erhoben und im September 1775 als kommandierender General nach Galizien versetzt. Seine letzte Versetzung war die am 30. April 1779 als kommandierender General von Böhmen nach Prag. Er starb in dieser Stellung am 28. Dezember 1783.
Anschließend wurde er in der Kapelle St. Sigismund von Burgund im Veitsdom in Prag beigesetzt. Sein Epitaph ist dort noch vorhanden.
Siskovics heiratete die Freiin Maria Barbara Josepha Elisabeth Franziska de Paule Harrucker (* 19. November 1739).